# Begonia abdullahpieei
Begonia abdullahpieei é uma espécie de Begonia.